# Angus Rickman
Pour les articles homonymes, voir Rickman.

## Histoire
Angus Rickman (joué par Roger Daltrey puis Neil Dickson) est un colonel de marine dans la série Sliders sur une Terre alternative, qui devait être détruite par un pulsar. Le personnage a été introduit dans le double épisode "Un monde d'exode". Son cerveau fut infecté par un champignon qui l'obligeait à extraire des tissus cérébraux à partir de cerveaux de « donneurs » compatibles, et à s'injecter le tissu dans son cerveau, ce qui lui fait temporairement se transformer en cette personne.
Rickman a assassiné le PrMaximillian Arturo lorsque les glisseurs ont tenté de l’empêcher de s'enfuir, il a également assassiné le Dr Stephen Jensen, le mari de Maggie Beckett. Initialement, Quinn Mallory et Maggie ont voulu se venger de Rickman pour le meurtre d'Arturo et du Dr Jensen; mais le fait que le minuteur permettant de rejoindre la terre soit en sa possession a fourni une motivation en plus aux glisseurs.